# Cerodontha altaica
Cerodontha altaica este o specie de muște din genul Cerodontha, familia Agromyzidae, descrisă de Zlobin în anul 1993. Conform Catalogue of Life specia Cerodontha altaica nu are subspecii cunoscute.